# Johannes Rascher
Johannes Rascher (* 6. Oktober 1904 in Petersdorf im Riesengebirge; † 24. Januar 2006 in Wiesbaden) war ein deutscher Architekt.

## Leben

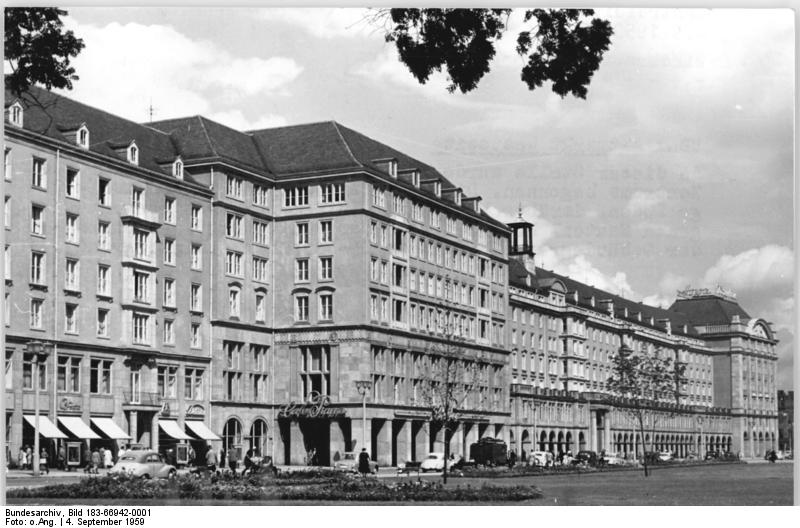
Die Westseite des Dresdner Altmarkts 1959, der bedeutendste Entwurf Johannes Raschers

Rascher wurde 1904 als Sohn eines Baumeisters geboren und besuchte eine Oberrealschule in Hirschberg. Nach Beendigung der Schule ließ er sich zum Maurer ausbilden und ging anschließend nach Görlitz, wo er an der Staatsbauschule ein Fachschulstudium absolvierte. Von 1926 bis 1929 studierte er an der Hochschule für Bildende Künste Dresden Architektur. Er gehörte zur Meisterklasse von Wilhelm Kreis. Anschließend arbeitete er in Dresden bei Ludwig Wirth und im Architekturbüro von Schilling & Graebner als leitender Architekt. 1944 wechselte er in das Reichsheimstättenamt Berlin und arbeitete dort an Planungen der Deutschen Arbeitsfront (DAF) für den Wiederaufbau.
Nach Ende des Zweiten Weltkriegs war Rascher zunächst als selbständiger Architekt aktiv. Eine bedeutende Arbeit dieser Zeit ist die im Auftrag von Bruno Just angefertigte Planung zum Umbau des Apollo-Theaters in Leuben zum Operettentheater – der Umbau war 1947 beendet. Zu dieser Zeit war die Staatsoperette das erste wiederbespielbare Theater Dresdens.
Ab 1951 leitete Rascher – später auch als Chefarchitekt – mit Herbert Schneider je eine der beiden Entwurfsabteilungen im VEB Bauplanung Sachsen. Unter anderem war er an den Planungen für das Gebiet Grunaer Straße verantwortlich. Sein Team wurde am 20. November 1952 wie auch das Team um Herbert Schneider mit einem ersten Preis beim Wettbewerb zum Wiederaufbau des Dresdner Altmarktes ausgezeichnet. Während Schneider die Ostseite des Altmarkts weiterbearbeitete, wurde Rascher die Weiterbearbeitung der zukünftigen Westseite des Altmarkts übertragen. Es folgten zahlreiche weitere (Vor-)Entwürfe für Bauten in Dresden, aber auch auf Usedom oder in Schwedt/Oder.
Ursprünglich sollte Rascher Chefarchitekt für die Errichtung des Dresdner Kulturpalastes werden, doch kam es im Vorfeld zu Auseinandersetzungen mit der Bezirksparteileitung. Rascher, der in der DDR keiner Partei angehörte, ging daraufhin kurz vor dem Bau der Berliner Mauer 1961 mit seiner Familie in die BRD. Er ließ sich in Wiesbaden nieder und arbeitete in verschiedenen Architekturbüros, bevor er sich im hohen Alter erneut für kurze Zeit selbständig machte.

## Rezeption
Als Raschers „wichtigster Entwurf“ gelten die Bauten der Westseite des Dresdner Altmarkts, die bis 1958 ausgeführt wurden. Neben Wohnungen zählte dazu zum Beispiel auch das als Varieté konzipierte Café Prag. Walter Ulbricht lobte den Entwurf Raschers und befand: „Die Entwürfe der Architekten Schneider und Rascher beweisen, dass es möglich ist, die historischen Baudenkmäler den Neubauten so maßstabsgerecht einzugliedern, daß die Gesamtkomposition Dresden seinen alten Ruhm als Kunststadt sichern wird.“ Kritisiert wurden die Bauten hingegen von der jüngeren Architektengeneration, die die „kampflose Anerkennung des rezeptierten traditionsbezogenen Bauens“ beklagte und „das Bekenntnis zu einer modernen Gegenwartsarchitektur“ vermisste. Rascher hatte unter anderem mit vorgestellten Säulen die Arkaden des Dresdner Stallhofs zitiert, vertrat als Schüler von Wilhelm Kreis ansonsten jedoch „eine eher zeitlose, klare und überschaubare Architektur“.
Wolfgang Hänsch, damals einer der Kritiker der Altmarkt-Bauten, würdigte Rascher 2005 rückblickend als einen „Nimmermüden, immer leidenschaftlich Streitbaren, aber auch oft verzweifelt Zweifelnden […], dem die Stadt Dresden in einer Zeit des politischen und kulturellen Neubeginns so viel verdankt.“ Seine Bauten zählten heute zum „Tafelsilber der Stadt“, sein Vermächtnis sei „ein verpflichtendes baukünstlerisches Leitbild, dem Gleichwertiges beizufügen nicht leicht sein dürfte.“

## Werke

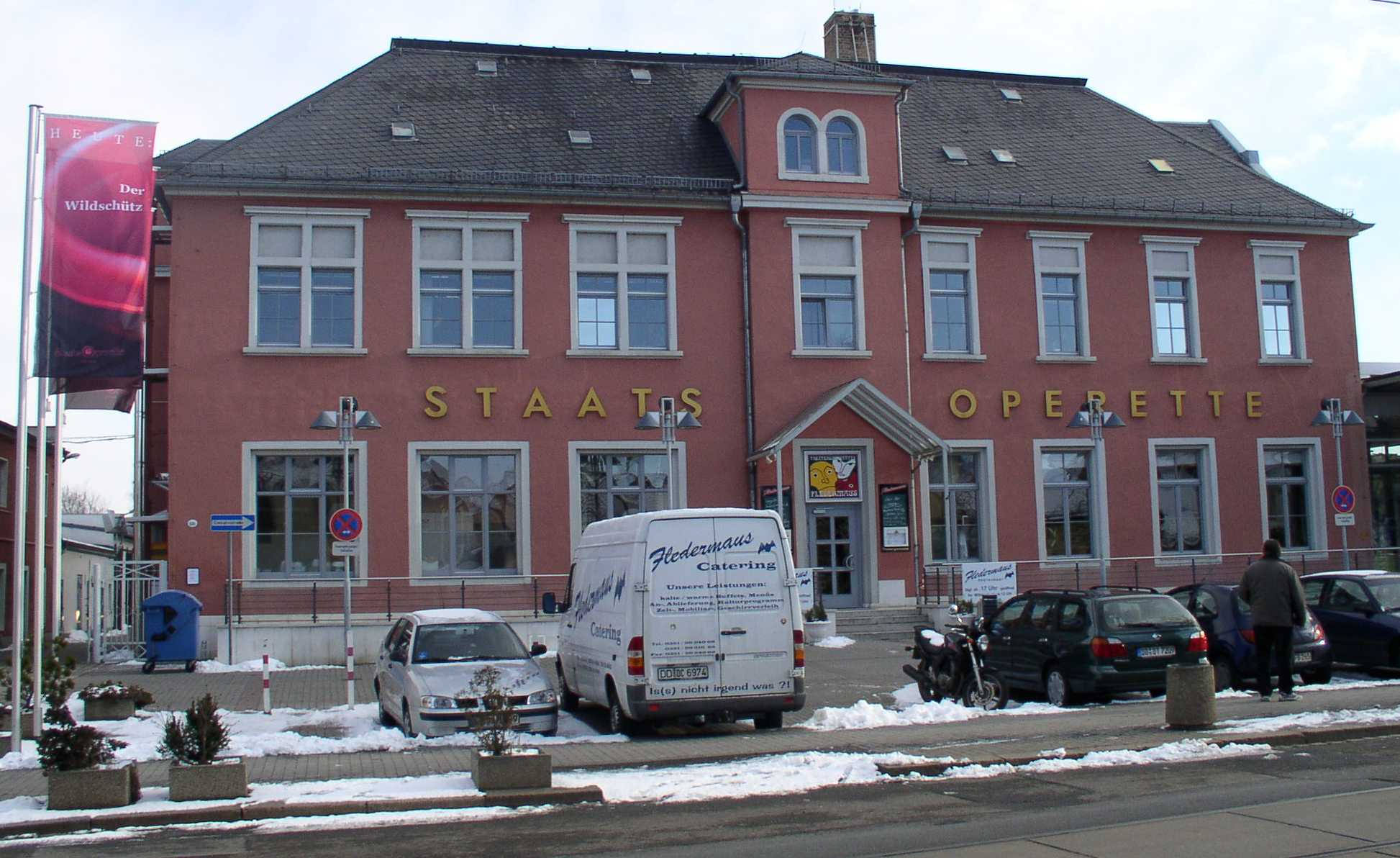
Die Staatsoperette in Dresden-Leuben

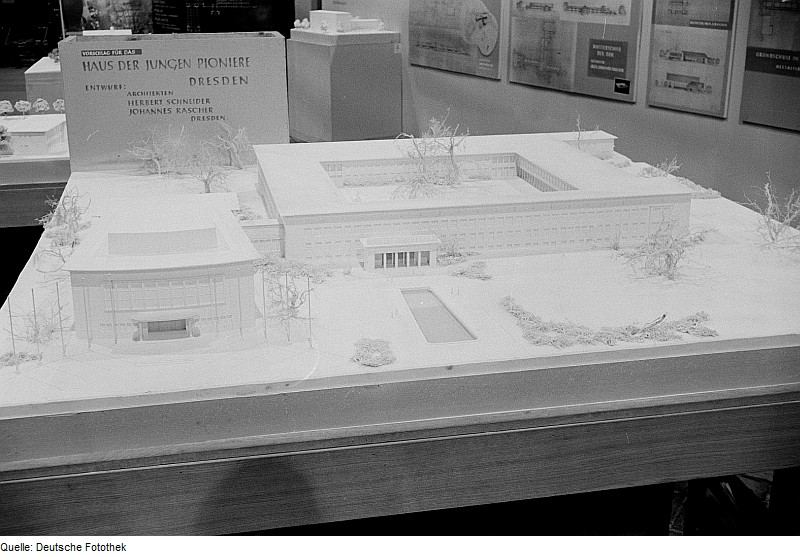
Modellentwurf von Herbert Schneider und Johannes Rascher für das „Haus der Jungen Pioniere“ in Dresden

- 1928: Wettbewerbsentwurf, Rodewisch, Schulhaus, Zusammenarbeit mit Friedrich Eisenwinter jun. (Plauen), 2. Preis, kein 1. Platz vergeben.[8]
- 1930: Wettbewerbsentwurf, Frankfurt a. M., H. Fuld & Co. Telephon- und Telegraphen-Werke A.-G., lobende Erwähnung.[9]
- 1936: Wettbewerbsentwurf Krematorium Döbeln (1. Preis, jedoch nicht zur Ausführung empfohlen)[10]
- 1945–1947: Umbau des Apollo-Theaters Leuben zur Staatsoperette Dresden
- 1947–1950: Fabrikumbau der Gardinen- und Spitzenmanufaktur in Dresden-Niedersedlitz
- 1948–1949: Umbau des Haupteichamts, Dresden.
- 1949–1950: Wohnbauten in Moritzburg
- 1953–1958: Wiederaufbau der Westseite des Dresdner Altmarkts und des Dr.-Külz-Rings
- 1954: Entwurf Nord-Süd-Magistrale Dresden (Ankauf)
- 1954: Entwurf Zentraler Platz vor dem Opernhaus Leipzig (Ankauf)
- 1957: Bebauungsplan und Typenentwurf für das Wohnungs-Sonderbauprogramm in Dresden-Johannstadt (im Architektenkollektiv mit Wolfgang Hänsch und Herbert Terpitz, VEB Hochbauprojektierung Dresden)[11][12]
- 1960–1961: Sozialgebäude der Papier- und Kartonwerke in Schwedt
- 1960: Ferienhaus von Manfred von Ardenne in Bansin auf Usedom
- 1960: Entwurf für das Haus des Ministerrats in Berlin
- 1983: Entwurf zum Regierungspräsidium Gießen (mit Gerd Dettmar)
- Schulbauten in Dresden und im sächsischen Raum, darunter die damalige Mittelschule Dresden auf der damaligen Goethestraße in Seevorstadt-Ost, Dresden (1958)
- 1. Preis für den Bau einer Schule in Rodewisch
- 1. Preis für den Bau des Krematoriums Freiberg
- 1. Preis für das katholische Jugendzentrum in Fulda
- Vorentwurf zum Lingnerschloss in Dresden (Realisierung durch Gerhard Guder)